# Districtul Hassi Messaoud
Hassi Messaoud este un district din provincia Ouargla, Algeria.